# Raúl Elías Ormeño
Raúl Elias Ormeño Pacheco (21 de juny de 1958) és un exfutbolista xilè.

## Selecció de Xile
Va formar part de l'equip xilè a la Copa del Món de 1982.